# Juan Rejón

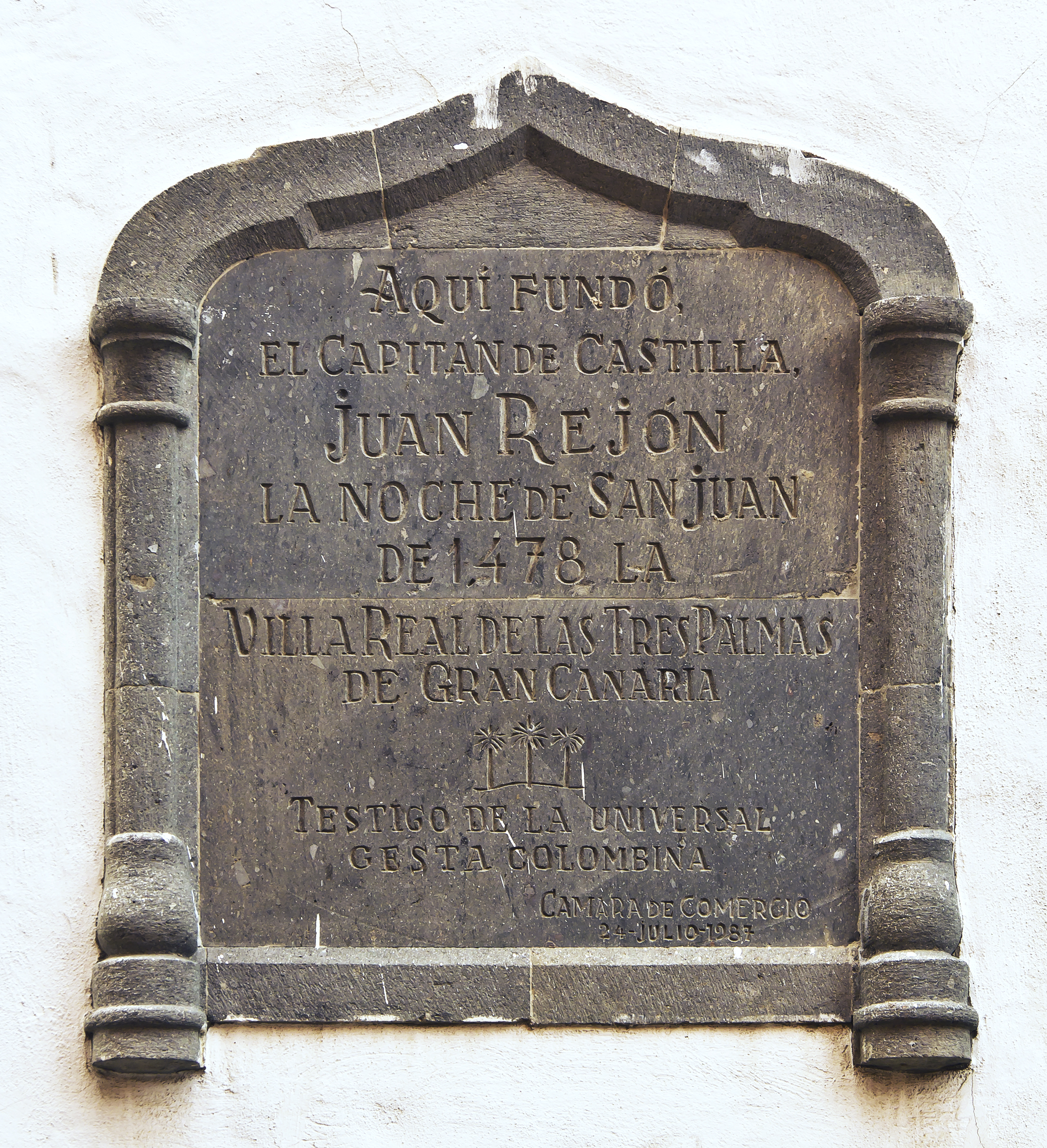
Deze plaquette in Las Palmas de Gran Canaria herdenkt de stichting van de stad door Juan Rejón

Juan Rejón (overleden in 1481) was een Aragonese kapitein in dienst van de Castiliaanse marine, die werd benoemd door de Katholieke Koningen om deel te nemen aan de verovering van de Canarische Eilanden. Rejón stichtte de stad Las Palmas de Gran Canaria op de Canarische Eilanden.

## Levensloop
Na de benoeming tot kapitein, wierf hij een contingent van 600 man, voornamelijk Andalusiërs. In hun aantal was ook Alonso Fernández de Lugo opgenomen, toekomstige veroveraar van La Palma en Tenerife.
Vanuit Puerto de Santa María vertrok de expeditie met drie schepen op 28 mei 1478. Op 24 juni ontscheepten ze in Las Isletas (tegenwoordig onderdeel van de stad Las Palmas de Gran Canaria. Rejón zette kamp op bij een nabijgelegen groep palmen; dit werd de kern van de latere stad Las Palmas. Spanningen en problemen met zijn mannen, waaronder een van zijn volgelingen, genaamd Bermúdez, resulteerde in de gevangenneming van Rejón. Vervolgens werd hij terug naar Spanje gestuurd door zijn vervanger, Pedro de Algaba, gouverneur van Gran Canaria.
Rejón werd gevangengenomen aan het Castiliaanse hof. Toch behaalde hij zijn vrijheid en keerde hij terug naar de Canarische Eilanden. Daar beval hij de onthoofding van Pedro de Algaba en verbande hij Bermúdez naar het eiland Lanzarote.
In 1480 nam hij deel aan militaire operaties op het eiland La Gomera, dat niet volledig veroverd was door de Castilianen. Hij ontscheepte met zijn troepen bij Hermigua met twee doelen: de verovering van het eiland te voltooien en om te voldoen aan Hernán Peraza, de feodale heer van La Gomera. Peraza beschouwde Rejón echter als een bedreiging voor zijn eigen macht. Peraza stuurde zijn eigen troepen naar Hermigua. 
In 1481 werd Rejón vermoord door een van de vazallen van Peraza. Peraza werd gedwongen om Juan dood te verklaren aan het hof. Hij werd vergeven, maar moest aan bepaalde voorwaarden voldoen. Hij moest deelnemen aan de verovering van Gran Canaria met troepen van La Gomera en volledige verovering van het eiland, een plan dat niet was afgerond door Rejón. Peraza zelf werd later gedood door de Guanche Hautacuperche.